# Pastellparakit
Pastellparakit (Neopsephotus bourkii) är en fågel i familjen östpapegojor inom ordningen papegojfåglar.

## Utseende och läte
Pastellparakit är en liten och ljus papegoja. Ovansidan är gråbrun med ett fjälligt utseende, medan undersidan är unikt pastellrosa. Övergumpen och undersidan av vingen är blå. I flykten syns även att handpennor och handtäckare är blå. Bland lätena hörs genomträngande ljusa visslande och tjattrande ljud.

## Utbredning och systematik
Fågeln återfinns lokalt i inlandet i södra Australien. Tidigare placerades den i Neophema. Den behandlas som monotypisk, det vill säga att den inte delas in i några underarter.

## Levnadssätt
Pastellparakit hittas i skogslandskap i inlandet, ofta i mulga och akaciasnår. Den ses ofta när den kommer till vattenhål för att dricka i gryning och skymning. Fågeln födosöker på marken i smågrupper, men ibland i större flockar om upp till 50 individer eller fler.

## Status och hot
Arten har ett stort utbredningsområde och tros öka i antal. Internationella naturvårdsunionen IUCN listar den därför som livskraftig (LC).

## Namn
Fågelns vetenskapliga artnamn hedrar Richard Bourke (1777-1855), generalmajor i British Army, guvernör i New South Wales i Australien 1831-1837. Tidigare kallades den bourkeparakit även på svenska, men tilldelades 2023 ett mer informativt namn av BirdLife Sveriges taxonomikommitté.